# Paweł Kapusta (dziennikarz)
Paweł Kapusta (ur. 22 października 1989 w Żarach) – polski dziennikarz i reportażysta. W latach 2011–2016 dziennikarz tygodnika „Piłka Nożna”. Od 2023 redaktor naczelny Wirtualnej Polski.

## Życiorys
Urodził się 22 października 1989 w Żarach. Wychował w Nowogrodzie Bobrzańskim, gdzie ukończył Publiczne Gimnazjum im. Henryka Brodatego, następnie uczęszczał do I Liceum Ogólnokształcącego w Zielonej Górze. Ukończył studia na Wydziale Dziennikarstwa i Nauk Politycznych Uniwersytetu Warszawskiego.
Karierę dziennikarską rozpoczął w serwisie futbol.pl. W 2011 dołączył na stałe do redakcji tygodnika „Piłka Nożna”. Relacjonował na łamach periodyku mecze m.in. MŚ 2014, ME 2012 i 2016, a także reprezentacji Polski, Ligi Mistrzów i Ligi Europy, pełnił również funkcję redaktora naczelnego serwisu internetowego.
W listopadzie 2016 przeszedł do Wirtualnej Polski. Relacjonował głównie mecze piłki nożnej, współtworzył także cykl wywiadów „Damy z siebie wszystko”. W lipcu 2017 opublikował reportaż pt. Trudno kogoś ratować, gdy życie rozlewa się po podłodze i kapie z 5. na 4. piętro, za który otrzymał Nagrodę Newsweeka im. Teresy Torańskiej w kategorii „Najlepsze w Internecie”. Nominowany był także do European Press Prize oraz Grand Press w kategorii „reportaż prasowy”. Na podstawie artykułu powstała książka Agonia będąca zbiorem historii lekarzy, pielęgniarek i rezydentów. Reportaż literacki zakwalifikował się do finału X edycji Nagrody im. Ryszarda Kapuścińskiego.
We wrześniu 2018 w tekście pt. Mój pseudonim: Grabarz opisał realia pracy strażników więziennych i lekarzy w więzieniach, za co ponownie został nominowany do nagrody Grand Press. W marcu 2020 objął funkcję wicenaczelnego redakcji sportowej, a cztery miesiące później szefa redakcji WP SportoweFakty. W 2021 został jednocześnie zastępcą redaktora naczelnego WP i szefem WP Magazynu. W październiku 2022 wraz z Dariuszem Faronem w artykule pt. Opowieść zza cienkiej czerwonej linii opisali warunki panujące na jednym z oddziałów psychiatrycznych dla dzieci i młodzieży. Autorzy otrzymali za niego nagrodę Grand Press w kategorii „reportaż prasowy/internetowy”.
Pod koniec 2022 Kapusta był jednym z trzech korespondentów redakcji podczas mundialu w Katarze. Z początkiem marca 2023 objął funkcję redaktora naczelnego Wirtualnej Polski, zastępując na tym stanowisku Piotra Mieśnika. Jak zapowiadał, dziennikarze portalu będą „dalej dokładnie patrzeć władzy na ręce, niezależnie od tego, kto tę władzę sprawuje”.

## Nagrody
- 2022: nagroda Grand Press w kategorii „reportaż prasowy/internetowy”;
- 2019: finał X edycji Nagrody im. Ryszarda Kapuścińskiego w kategorii „najlepszy reportaż literacki” za książkę Agonia;
- 2018: nominacja do nagrody Grand Press w kategorii „reportaż prasowy/internetowy”;
- 2017: nominacja do nagrody Grand Press w kategorii „reportaż prasowy”;
- 2017: Nagroda Newsweeka im. Teresy Torańskiej w kategorii „Najlepsze w Internecie”;
- 2017: nominacja do nagrody European Press Prize.

## Twórczość
- Pandemia. Raport z frontu, Warszawa: Insignis, 2020, ISBN 978-83-665-7517-2.
- Gad. Spowiedź klawisza, Warszawa: Wielka Litera, 2019, ISBN 978-83-803-2382-7.
- Agonia, Warszawa: Wielka Litera, 2018, ISBN 978-83-803-2269-1.